# Sminthopsis ooldea
Sminthopsis ooldea is een roofbuideldier uit het geslacht van de smalvoetbuidelmuizen. De wetenschappelijke naam van de soort werd voor het eerst geldig gepubliceerd door Ellis Le Geyt Troughton in 1965.

## Kenmerken
De bovenkant is grijsgeel; delen van het gezicht zijn donkerder. De onderkant is wit. De roze, spaarzaam behaarde staart is langer dan het lichaam. De kop-romplengte bedraagt 55 tot 80 mm, de staartlengte 60 tot 93 mm, de achtervoetlengte 13 tot 15 mm en het gewicht 10 tot 18 g.

## Voorkomen
De soort komt voor in allerlei droge habitats in het oosten van West-Australië, het zuidwesten van het Noordelijk Territorium en het noordwesten van Zuid-Australië, zuidelijk tot Ooldea en noordelijk tot de Tanamiwoestijn. In september, oktober of november krijgen vrouwtjes tot acht jongen.
Sminthopsis aitkeni · Sminthopsis archeri · Sminthopsis bindi · Sminthopsis boullangerensis · Sminthopsis butleri · Dikstaartsmalvoetbuidelmuis (Sminthopsis crassicaudata) · Sminthopsis dolichura · Sminthopsis douglasi · Sminthopsis froggatti · Sminthopsis fuliginosus · Sminthopsis gilberti · Sminthopsis granulipes · Sminthopsis griseoventer · Sminthopsis hirtipes · Sminthopsis leucopus · Sminthopsis macroura · Gewone smalvoetbuidelmuis (Sminthopsis murina) · Sminthopsis ooldea · Sminthopsis psammophila · Sminthopsis stalkeri · Sminthopsis virginiae · Sminthopsis youngsoni